# Túnel d’Envalira
Der Túnel d’Envalira ist ein Straßentunnel, der auf dem Gebiet der Gemeinde Encamp in Andorra verläuft. Er verbindet die andorranische CG 2 mit der französischen N 22 und unterquert dabei den Port d’Envalira. Der Tunnel gilt als Teil der Verbindung von Toulouse nach Barcelona.

## Beschreibung
Der Zwei-Wege-Tunnel hat eine Länge von 2860 Metern; er befindet sich auf einer Höhe zwischen 2043 und 2052 Metern über dem Meeresspiegel. Auf der französischen Seite  wird der Fluss Ariège mittels eines Viadukts überquert.
Die Tunnelplanung begann Ende der 1950er-Jahre als wesentlicher Teil einer Infrastruktur, die eine Alternative zum Port d’Envalira, dem höchsten Straßen-Gebirgspass der Pyrenäen, bilden sollte, da dieser häufig im Winter wegen der extremen Wetterbedingungen für den Verkehr geschlossen werden musste. 1963 erfolgte die öffentliche Ausschreibung, 1985 wurde die Route zwischen dem Dorf Pas de la Casa und dem Skigebiet Grau Roig festgelegt. Baubeginn war am 1. Juni 1999 auf französischer Seite und am 2. August 1999 auf dem Gebiet Andorras. Die Bauarbeiten wurden durch die spanischen Unternehmen FCC und NECSO (heute ACCIONA) durchgeführt. Die Baukosten betrugen rund 11 Mrd. Peseten, was heute rund 80 Millionen Euro entsprechen würde. Am 22. September 2002 – mehr als ein Jahr später als ursprünglich geplant – wurde der Tunnel eröffnet.
Damit der Tunnel und das anschließende Viadukt vollständig auf andorranischem Staatsgebiet liegen, führten Andorra und Frankreich einen Gebietstausch durch. Zusätzlich wurden die Grenzkontrollstellen auf französisches Gebiet verlegt, sodass sie sich nun etwa drei Kilometer vor dem östlichen Tunnelportal befinden.

## Betreiber
Der Tunnel wird von Globalvia, einem Joint-Venture zwischen den spanischen Unternehmen Caja Madrid und FCC als Mauttunnel betrieben. Die Konzessionsdauer beträgt 50 Jahre.